# Horst-Heinz Henning
Horst-Heinz Henning né le 15 juillet 1920 à Gotha et mort le 25 juin 1998 à Sautens est un compositeur et producteur allemand.

## Discographie
Il est connu pour plusieurs tubes des années 1950, à 1970, comme Der Mann am Klavier, composé pour Paul Kuhn, Das hab’ ich in Paris gelernt pour Chris Howland ou Zwischen Heute und Morgen pour Mary Roos. Il a également produit le Hellberg Duo.
Henning est également le parolier de Marsch der Verdammten, une chanson de marche de la Légion étrangère française, aussi connu sous le nom de Wo alle Straßen enden.
Henning a composé et écrit sous son vrai nom, mais également en utilisant les pseudonymes: Don Nenghin, Friedrich Wille, Heinz Therningsohn, Heinz Van Dugen, Jonny Breake, Leo Steinbach, Luis Warner, Nico Maroni et Victor Waldin.